# Hans Gerhard Meldahl
Hans Gerhard Colbjørnsen Meldahl, född 5 oktober 1815 i Rollag, död 25 december 1877 i Kristiania, var en norsk jurist och politiker. 
Meldahl blev student 1833, juris kandidat 1837, stiftsoverretsprokurator i Kristiania stift 1843, byfogd i Trondheim 1849 och 1855 justitiarius i Trondheims stiftsoverret, varifrån han 1859 överflyttades till Høyesterett som assessor. Vid Sibbern/Birch/Motzfeldt-ministärens avgång i december 1861 blev han statsråd och chef för justitiedepartementet. Han lämnade denna post den 8 januari 1874 och övergick till justitiariusämbetet i Høyesterett, vilket han beklädde till sin död. 
Meldahl representerade Trondheim på Stortingen 1854, 1857 och 1858 samt var 1857 lagtingspresident. Han valdes till ledamot av 1854 års jurykommission, men nekades permission, var 1859 ledamot av den kungliga kommissionen om juryns förenlighet med grundlagen och 1877 av den kungliga kommissionen om sjöfartslagen.